# 張仁黼
張仁黼（1837年—1908年），原名張世恩，字劭予，河南省光州固始縣人，清朝政治人物。

## 生平
光緒二年（1876年）丙子恩科進士，改庶吉士。光緒三年（1877年）散館，授翰林院編修。光緒十年，改上書房行走、授溥倫溥侗讀、光緒十一年，提督湖北學政。光緒十五年，載濟讀、文淵閣校理。光緒十八年，任國子監司業。光緒十九年，任詹事府右春坊右中允、左中允、司經局洗馬，后任日講起居注官、翰林院侍講。光緒二十一年，任翰林院侍讀。光緒二十二年，改鴻臚寺卿。次年，任四川正考官。光緒二十四年，任奉天府府丞光緒二十七年，任順天府府尹、都察院左副都御史，署兵部右侍郎。次年任考試提督衙門筆帖式、驗看月官、朝審大臣。光緒二十九年，任磨勘試卷大臣、閱卷大臣、讀卷大臣、江西正考官。光緒三十年，任揀選官、從耕大臣。次年，任搜檢大臣、覆檢朝審大臣、兵部右侍郎、學部左侍郎。光緒三十二年，任工部右侍郎、法部右侍郎。光緒三十三年，任大理院卿、吏部右侍郎、漢經筵講官。
有子張瑋，宣統三年賜進士。

## 延伸阅读
[在维基数据编辑]
 《清史稿·卷441》，出自趙爾巽《清史稿》